# Обрезание сына Моисея (фреска Перуджино)
«Обрезание сына Моисея» — фреска работы Пьетро Перуджино, написанная около 1482 года. Расположена в Сикстинской капелле, Рим.

## История
В 1480 году Перуджино занимался росписью старой базилики Святого Петра в Риме. Папа Сикст IV был доволен его работой и решил привлечь его к росписи новой капеллы в Ватиканском дворце. Из-за большого объема работ к Перуджино позднее присоединилась группа художников из Флоренции, включая Сандро Боттичелли, Доменико Гирландайо и др.
В качестве помощников Перуджино в Сикстинской капелле работали Пинтуриккио, Андреа д'Ассизи, Рокко Цоппо или, менее вероятно, Ло Спанья или Бартоломео делла Гатта, но принадлежность им деталей дискуссионна.

## Описание

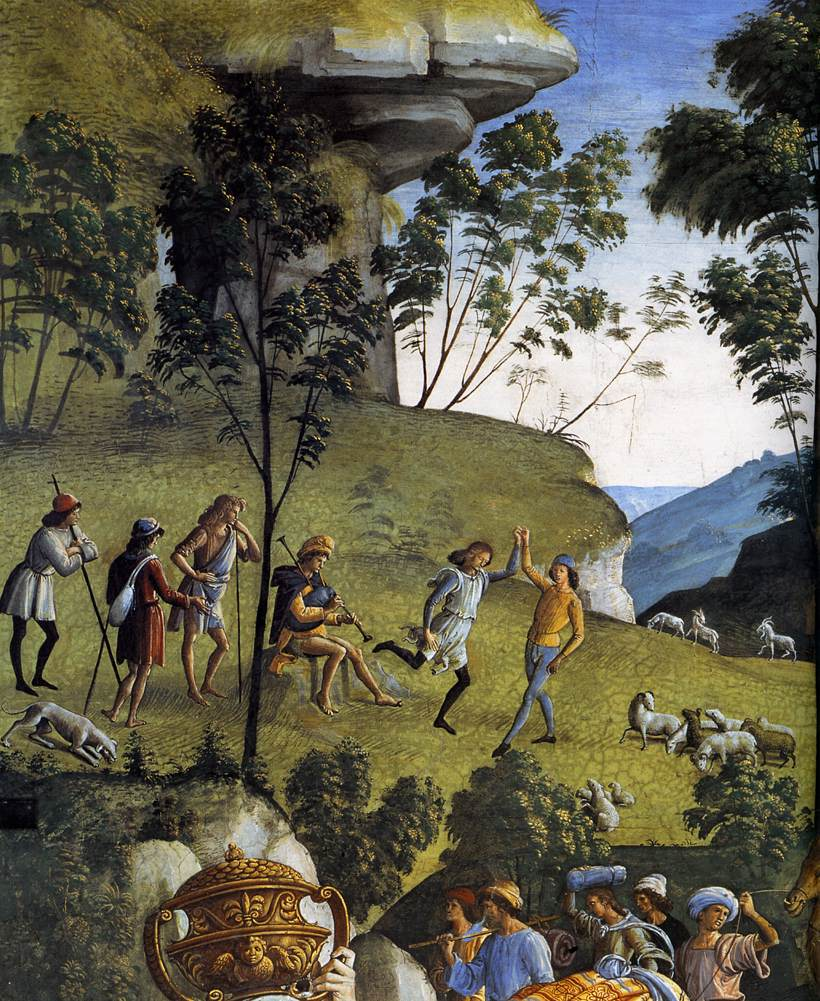
Деталь фрески

Фреска открывает Историю Моисея и расположена первой по счету слева от алтаря, напротив «Крещения Христа» так же работы Перуджино.
В центре запечатлён Моисей (одетый в жёлтые и зелёные одежды, как и на остальных фресках цикла) в момент, когда ангел велит ему совершить обрезание его сына Елиезера, в знак заключения союза между Яхве и евреями. Расположение фрески напротив «Крещения Христа» неслучайно — Блаженный Августин, наряду с другими ранними христианскими авторами, рассматривает крещение как вид некоего «духовного обрезания». Сама церемония изображена справа, среди присутствующих находится супруга Моисея — Сепфора.
На заднем плане Моисей и Сепфора прощаются с Иофором перед путешествием в Египет. Элементы фонового пейзажа включают себя холмы, покрытые тонкими деревьями (в том числе пальма — христианский символ победы духа над плотью). Пара птиц представляет собой аллюзию на цикл обновления природы. У левого края фрески на заднем плане изображена группа пастухов. 

## Источник
- Garibaldi,, Vittoria. Perugino // I protagonisti dell'arte italiana. Pittori del Rinascimento (итал.). — Scala Group, 2004. — ISBN 9788881170999.